# Сентрал (Південна Кароліна)
Сентрал (англ. Central) — місто (англ. town) в США, в окрузі Пікенс штату Південна Кароліна. Населення — 5247 осіб (2020).

## Географія
Сентрал розташований за координатами 34°43′25″ пн. ш. 82°46′47″ зх. д. / 34.72361° пн. ш. 82.77972° зх. д. (34.723733, -82.779654).  За даними Бюро перепису населення США в 2010 році місто мало площу 6,99 км², з яких 6,98 км² — суходіл та 0,01 км² — водойми.

## Демографія
Згідно з переписом 2010 року, у місті мешкало 5159 осіб у 1972 домогосподарствах у складі 637 родин. Густота населення становила 739 осіб/км².  Було 2230 помешкань (319/км²).
Расовий склад населення:
| - 75,8 % — білих - 15,3 % — чорних або афроамериканців - 3,3 % — азіатів - 0,2 % — корінних американців - 3,4 % — осіб інших рас |

До двох чи більше рас належало 1,9 %. Частка іспаномовних становила 5,1 % від усіх жителів.
За віковим діапазоном населення розподілялося таким чином: 11,1 % — особи молодші 18 років, 82,1 % — особи у віці 18—64 років, 6,8 % — особи у віці 65 років та старші. Медіана віку мешканця становила 22,5 року. На 100 осіб жіночої статі у місті припадало 105,2 чоловіків;  на 100 жінок у віці від 18 років та старших — 104,0 чоловіків також старших 18 років.
Середній дохід на одне домашнє господарство  становив 33 245 доларів США (медіана — 26 212), а середній дохід на одну сім'ю — 46 916 доларів (медіана — 37 898). Медіана доходів становила 20 868 доларів для чоловіків та 19 645 доларів для жінок. За межею бідності перебувало 37,4 % осіб, у тому числі 31,5 % дітей у віці до 18 років та 10,7 % осіб у віці 65 років та старших.
Цивільне працевлаштоване населення становило 2596 осіб. Основні галузі зайнятості: освіта, охорона здоров'я та соціальна допомога — 35,0 %, мистецтво, розваги та відпочинок — 19,3 %, виробництво — 12,5 %, роздрібна торгівля — 11,4 %.